# 南凯科斯岛

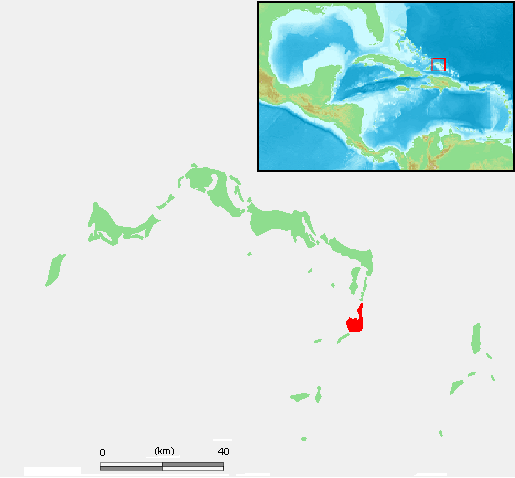
南凯科斯岛在特克斯和凯科斯群岛的位置

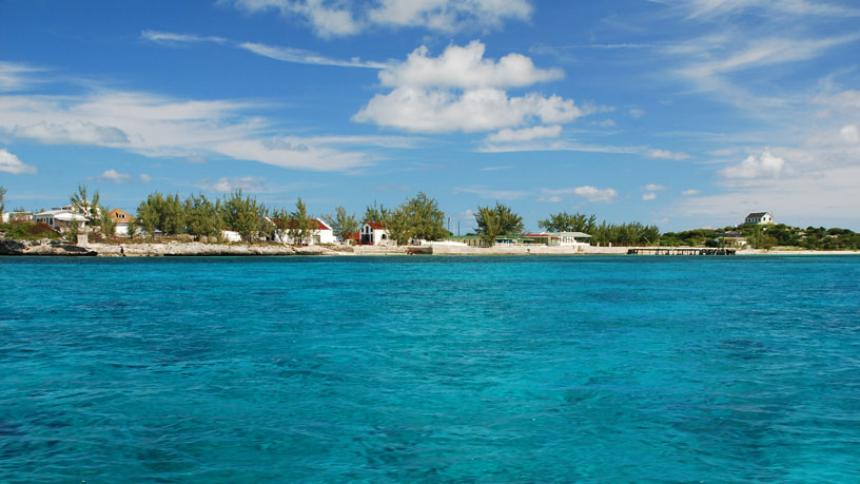
南凯科斯岛的行政中心科伯恩港

南凯科斯岛（英語：South Caicos）是特克斯和凯科斯群岛中第七大岛屿，陆地面积为21.2平方公里，人口为1139（2012年）。南凯科斯岛以优质的海钓（包括深海钓鱼和骨鱼钓）以及潜水而闻名。该岛曾是食盐出口地，如今仍保留着一套盐田系统，作为当年盐业的见证。目前，该岛的主要收入来源是小规模的商业渔业。
野外研究学校是一个获得明尼苏达大学认证的全球非营利组织，在南凯科斯岛的行政中心科伯恩港设立了一个备受好评的“海洋资源研究中心”。该中心的研究重点是海洋生态与自然资源管理。该岛每年都会举办“南凯科斯帆船赛”，这是一次大型庆典活动，内容包括派对、划船比赛及其他游戏。岛上已有部分房地产开发，旅游业虽然规模较小，但正在逐步发展。